# Мирабов, Решад Акиф оглы
Решад Акиф оглы Мирабов (азерб. Rəşad Akif oğlu Mirabov; 3 мая 1975 — 17 марта 1995) — военнослужащий Вооружённых сил Республики Азербайджан, Национальный Герой Азербайджана (1995).

## Биография
Родился Решад Мирабов 3 мая 1975 года в городе Мингечевире, Азербайджанской ССР. В 1982 году поступил на обучение в Мингечевирскую среднюю школу № 7. Окончив девятый класс, он перешёл обучаться в вечернюю школу и одновременно стал работать помощником портного в Мингечевирском государственном драматическом театре имени Марзии Давудовой.
12 мая 1993 года Мингtчевирским городским военным комиссариатом был призван в Национальную армию Азербайджана для прохождения действительной военной службы. Сначала он был направлен на временные работы, а затем прошёл военную подготовку в Сангачале, где в части специального назначения освоил военную профессию разведчик-миномётчик.
В дальнейшем, в январе 1994 года, воинская часть, в которой служил Решад, была направлена в зону боевых действий в Тертерский район. Здесь он принимал участие в боях. После был направлен в Физули, где также шли напряженные противостояния. Его подразделение участвовало в нескольких операциях в районе города Физули. Затем он снова вернулся в Тартар.
После того, как в стране было объявлено о прекращении огня, Мирабов вернулся в Баку - в ту часть, где ранее проходил службу. В марте 1995 года, группа вооружённых незаконных бандформирований выступила против действующей государственной политики Азербайджана. 13 марта 1995 года подразделение, в котором служил Решад, чтобы предотвратить попытку переворота, было направлено к месту противостояний в городе Баку. Мирабов принимал участие в подавлении и нейтрализации незаконных формирований, бывших членов отряда полиции особого назначения, действующих с целью Государственного переворота в Азербайджанской Республики. В вооружённом столкновении с государственными преступниками Решад получил тяжёлое ранение, от последствий которого 17 марта 1995 года скончался.
Решад Мирабов был не женат. 

## Память
Указом Президента Азербайджанской Республики № 307 от 4 апреля 1995 года Решаду Акиф оглы Мирабову было присвоено звание Национального Героя Азербайджана (посмертно).
Похоронен в Аллее Шехидов города Мингечевир Республики Азербайджан.
Его именем названа средняя школа № 7, в которой Решад Мирабов проходил обучение. Перед зданием школы и музеем шехидов установлен бюст Национальному Герою Азербайджана.